# 迪克兰·鲁德
迪克兰·鲁德（英語：Declan Rudd，1991年1月16日—）是一名已退役英格蘭職業足球員，司職守門員，最後效力於普雷斯頓。

## 外部連結
- 足球数据库：迪克兰·鲁德的球员统计数据